# Kennedia prorepens
Kennedia prorepens är en ärtväxtart som först beskrevs av Ferdinand von Mueller, och fick sitt nu gällande namn av Ferdinand von Mueller. Kennedia prorepens ingår i släktet Kennedia och familjen ärtväxter. Inga underarter finns listade i Catalogue of Life.